# Apéndice (invertebrados)

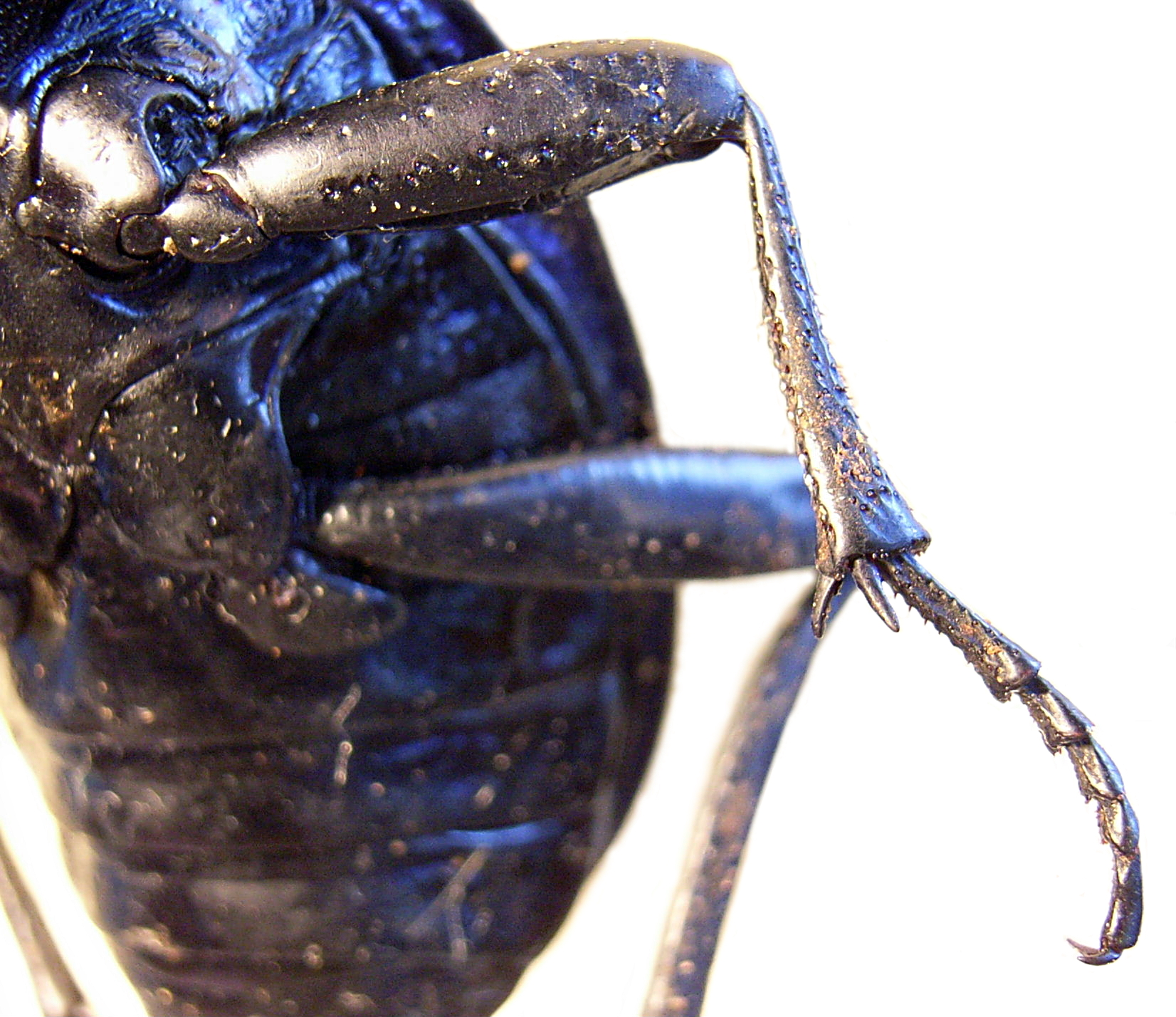
Pata de escarabajo

En biología de invertebrados, un apéndice es una parte del cuerpo externa, o prolongación natural, que sobresale del cuerpo de un organismo (en la biología de los vertebrados, un ejemplo sería las extremidades). Es un término general que cubre cualquiera de las partes del cuerpo homólogas que se puede extender desde un segmento del cuerpo. Estas partes incluyen antenas, piezas bucales (incluyendo las mandíbulas, maxilares y maxilípedos), branquias, patas caminadoras (pereiópodos), patas nadadoras (pleópodos), órganos sexuales (gonópodos), y parte de la cola (urópodos). Normalmente, cada segmento del cuerpo lleva un par de apéndices.
Un apéndice que se modifica para ayudar en la alimentación se conoce como un maxilípedo o gnatópodo.
Los apéndices pueden llegar a ser uniramosos, como en los insectos y centípedos, donde cada apéndice comprende una sola serie de segmentos, o puede ser biramosos, como en muchos crustáceos, donde cada apéndice se ramifica en dos secciones. La ramificación en tres apéndices también es posible.
Todos los apéndices de los artrópodos son variaciones de la misma estructura básica (homólogos), y la estructura es controlada por genes homeobox. Los cambios en estos genes han permitido a los científicos producir animales (principalmente Drosophila melanogaster) con apéndices modificados, tales como patas en lugar de antenas.